# Investing.com
Investing.com es una plataforma financiera y un sitio web de noticias. Se trata de uno de los tres sitios web financieros más visitados a nivel global. Ofrece cotizaciones de mercado, información sobre acciones, futuros, opciones, análisis financiero, materias primas y un calendario económico.

## Historia
Fue fundado en 2007 como Forexpros. En un primer momento, el portal ofrecía análisis de divisas, un directorio de brokers y un foro de discusión en inglés, español, hebreo y árabe. Durante el período de  2008–2009, se agregaron más ediciones y la plataforma amplió su oferta de datos de Forex para abarcar otros instrumentos financieros.
La empresa compró su dominio actual, Investing.com, por 2,45 millones de dólares a finales de 2012, en una de las transacciones de dominios web más caras de la historia.
La aplicación para Android de Investing.com se lanzó en septiembre de 2013, mientras que la versión para iOS fue lanzada un año después. Con el tiempo, agregó ediciones localizadas adicionales y otros servicios.
En febrero de 2021, fue clasificado como el sitio web número 194 en popularidad del mundo, según Alexa. Tiene cuatro oficinas en todo el mundo y en 2019 contaba con 300 empleados. Investing.com está disponible en 24 idiomas.
En abril de 2021, Globes informó de que la empresa había sido vendida por 500 millones de dólares.
Investing.com ha lanzado una plataforma, InvestingPro, que proporciona datos exclusivos, herramientas profesionales y gráficos personalizados a nivel empresarial. Esta versión no tiene publicidad y puede acceder a más de 1000 métricas fundamentales y técnicas.